# دوري السنغال الممتاز 1991-92
دوري السنغال الممتاز 1991-92 هو الموسم 28 من دوري السنغال الممتاز. كان عدد الأندية المشاركة فيه 16، وفاز فيه ASEC Ndiambour ‏.